# Julius Mißbach

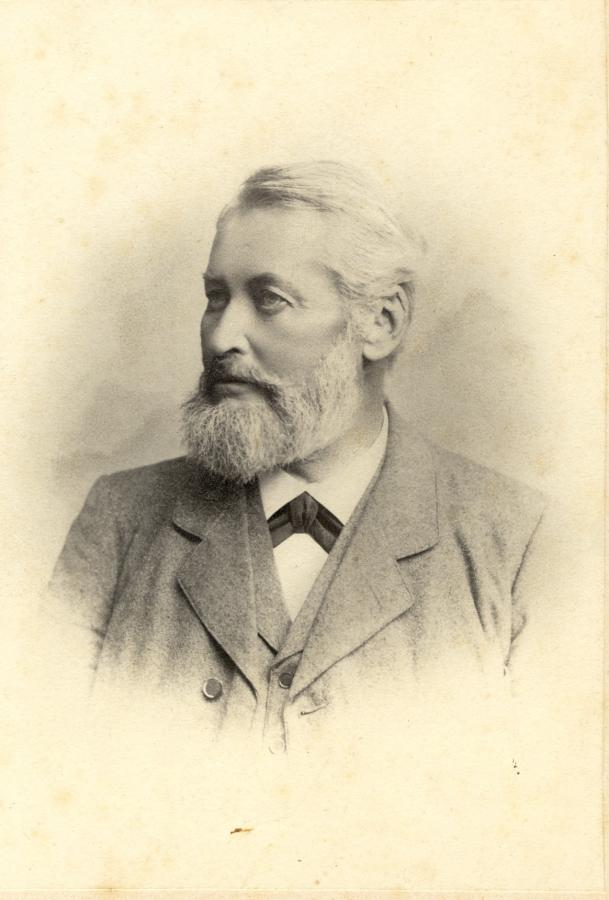
Porträt

Julius Mißbach (* 8. September 1831 in Gelenau bei Kamenz; † 8. Dezember 1896 in Neustadt in Sachsen) war ein deutscher Zeitungsverleger, Druckereibesitzer, Buchhändler und Heimatforscher.
Julius Mißbach war der Sohn des Dorfschullehrers Carl Heinrich Mißbach († 1833). Da sein Vater schon im Jahre 1833 starb, wuchsen er und seine Schwester Linna bei Verwandten auf. Julius Mißbach kam nach Neustadt in Sachsen zur Schwester der Mutter und ihrem Ehemann, den Riemermeister Johann Ehrenfried Krause. Das Haus der Pflegeeltern stand auf dem Gelände der heutigen Druckerei Mißbach. Julius besuchte die Stadtschule in Neustadt, begann 1845 eine Lehre bei seinem Pflegevater und ging von Juli 1850 bis Oktober 1851 als Riemergeselle auf Wanderschaft.
Als Schriftführer beim Gewerbeverein der Stadt lernte er den Herausgeber der vorerst wöchentlich erscheinenden Zeitung für das Meißner Hochland Liebegott Ludwig Marx (1814–1873) kennen und wurde bei ihm lokaler Berichterstatter. 1868 erwarb Mißbach die ehemals Marx gehörende Buch- und Papierhandlung und wurde selbst Herausgeber.
1867 heiratete Mißbach die Tochter des Tannenwirtes Pauline Schiffner (1839–1915). Mit ihr hatte er einen Sohn und vier Töchter. In der Folgezeit förderte Mißbach mit großem Engagement eine große Anzahl an Projekten seiner Stadt. Er war unter anderem maßgeblich beteiligt an der Eröffnung des ersten Kindergartens im Jahre 1872, am Neubau einer Schule sowie am Bau von zwei Aussichtstürmen mit jeweils angeschlossener Gaststätte auf dem Achtlindenberg (heute Götzingerhöhe) und dem Ungerberg.
Die durch Julius Mißbach übernommene Tageszeitung mit dem Namen Zeitung für das Meißner Hochland und die südliche Lausitz war das Hauptankündigungsblatt für die Städte und Amtsgerichtsbezirke Neustadt in Sachsen und Stolpen, sowie für Hohnstein (Sächsische Schweiz) und Umgebung. Nach seinem Tod führte der Sohn Bruno Mißbach (1869–1911) die Zeitung fort. Die Regionalzeitung erschien noch über Brunos Tod weiter bis zum Jahre 1939.
Die Stadt Neustadt ehrte Mißbach, indem sie eine Straße und die Grundschule in der Bischofswerdaer Straße 15 nach ihm benannte. Auf dem Ungerberg steht ein Gedenkstein, und die Druckerei Mißbach GmbH in der Dresdner Straße 4 trägt heute noch seinen Namen.

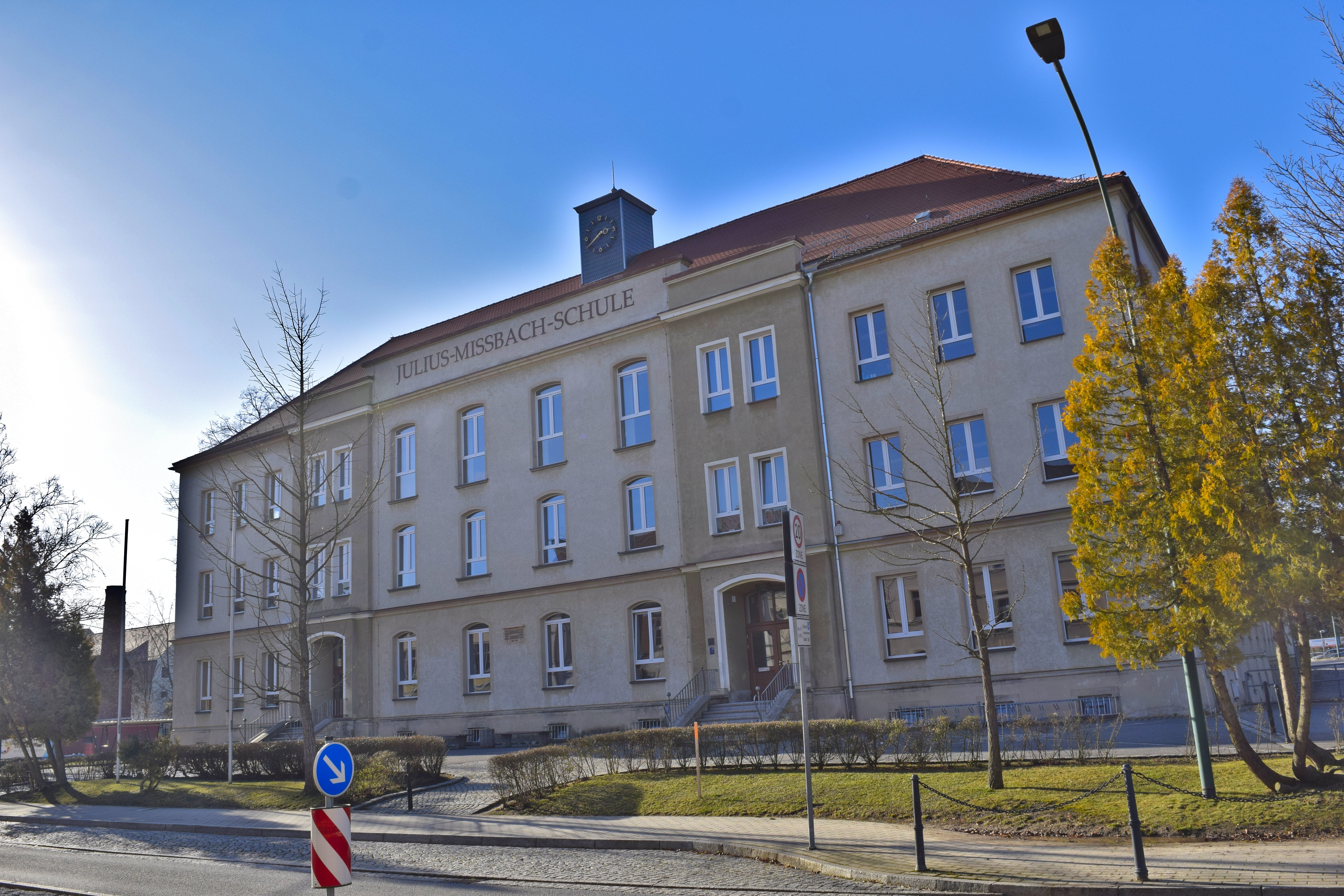
Julius-Mißbach-Grundschule

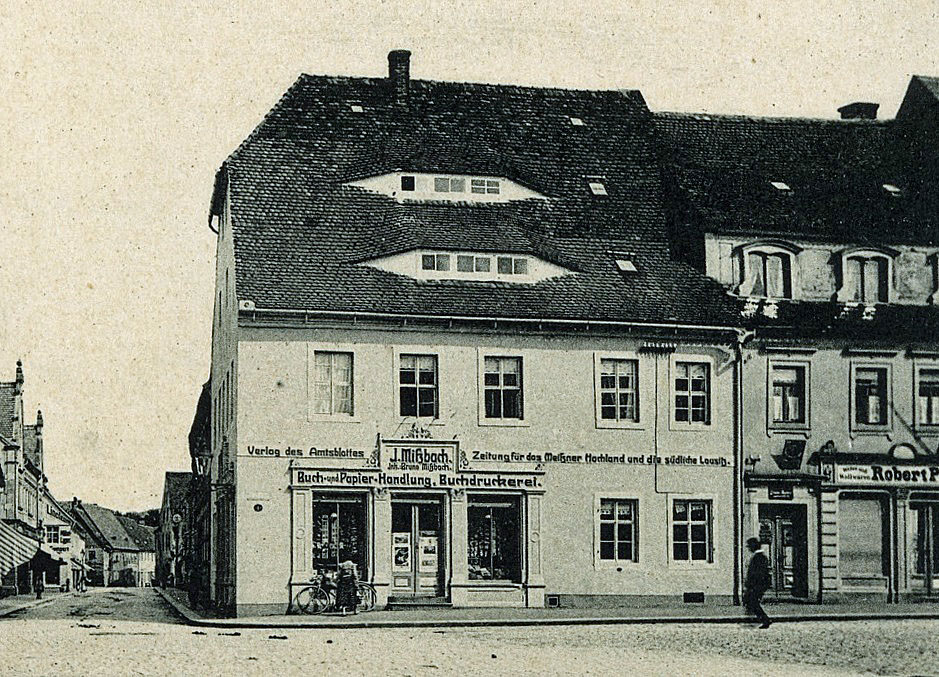
Wohn- und Geschäftshaus von Julius Mißbach vor 1908 (schon zu Zeiten des Sohns Bruno)
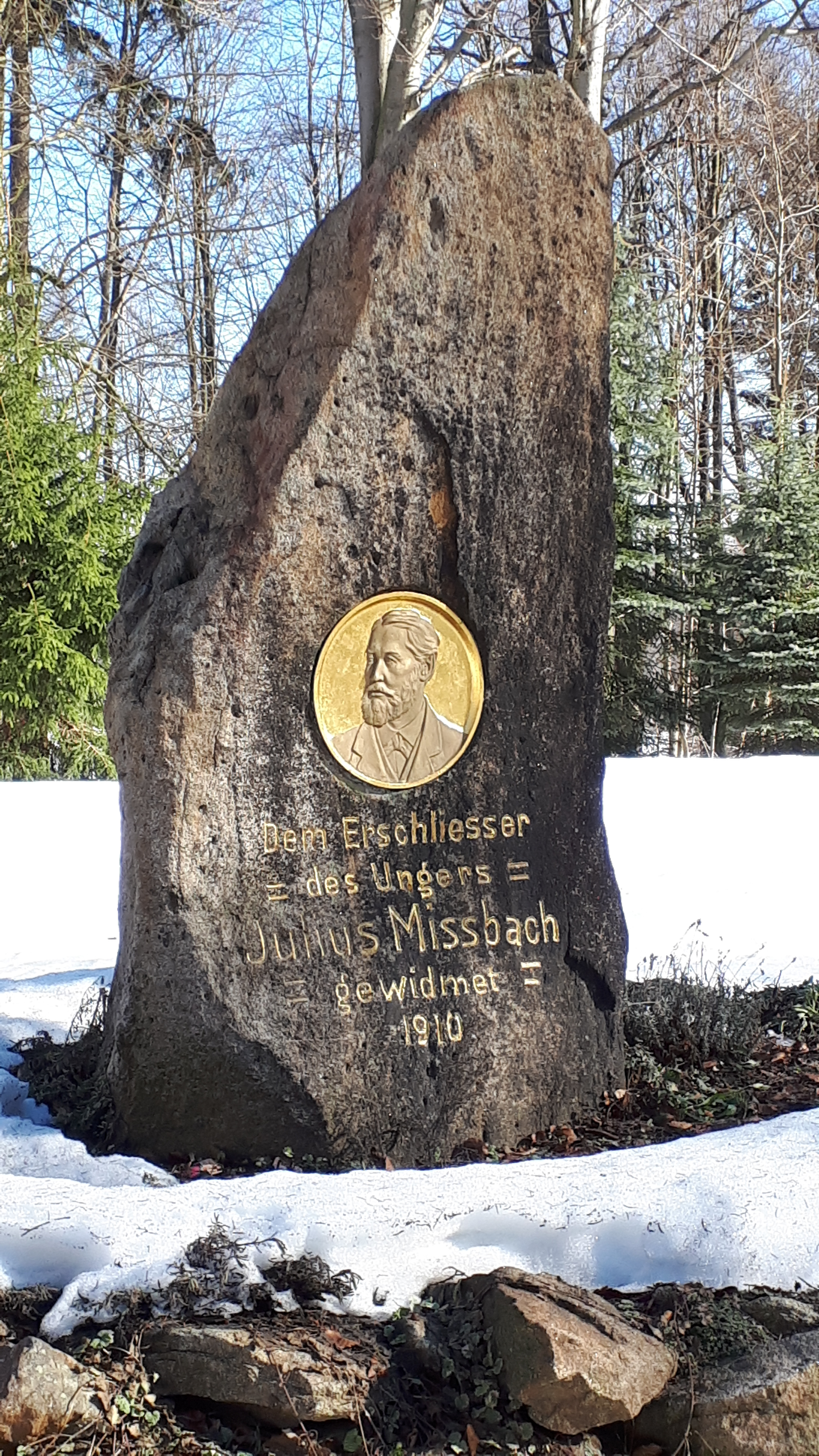
Gedenkstein auf dem Unger-Berg
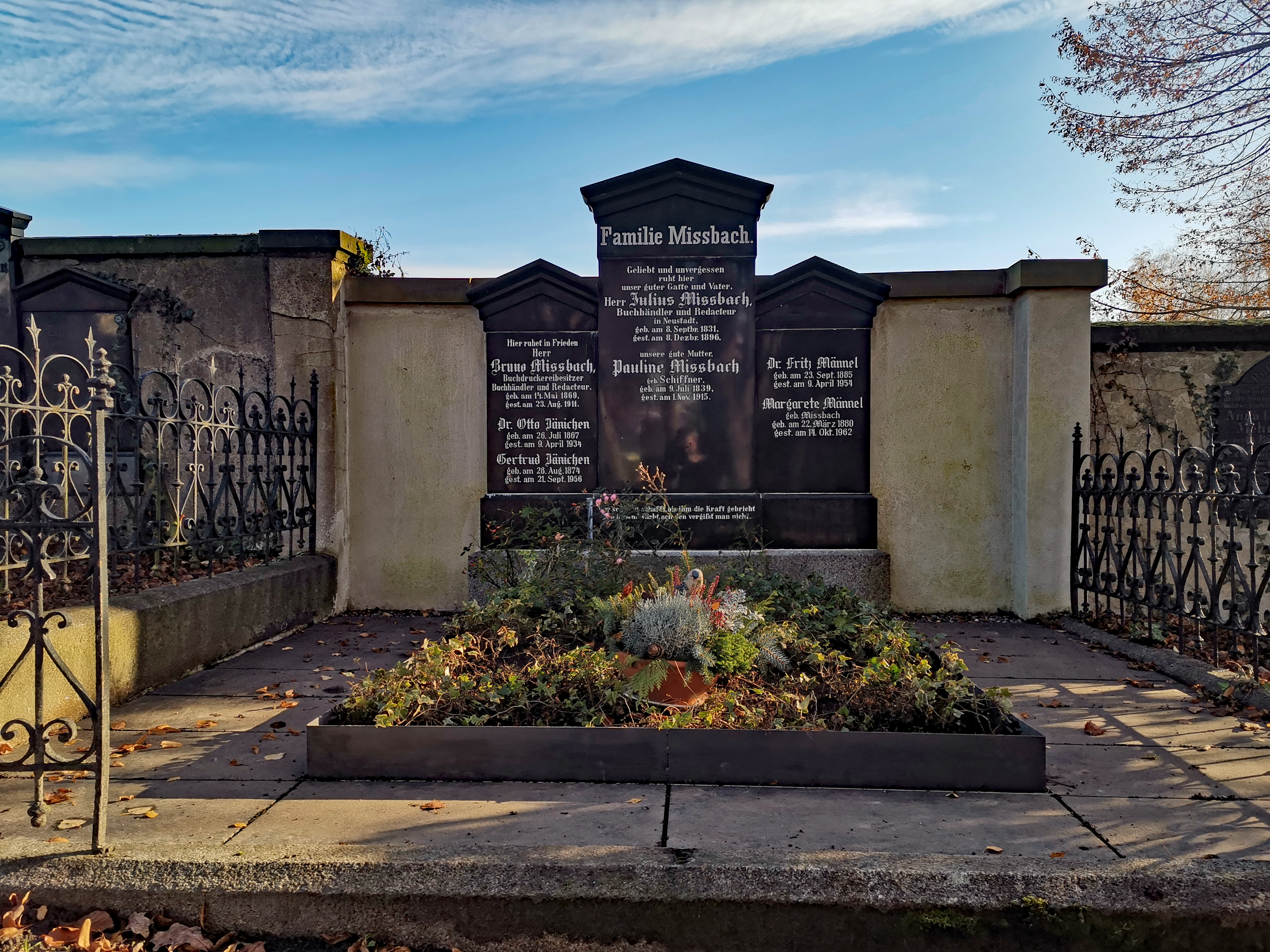
Grab auf dem Neuen Friedhof in Neustadt